# حادثة اختطاف الطائرات إلى قيعان خنا
حادثة اختطاف الطائرات إلى قيعان خنا أو إلى مهبط داوسون هي حادثة وقعت في أيلول / سبتمبر 1970 عندما اختطفت اربع طائرات نفاثة ثلاثة منها متجهة إلى مدينة نيويورك وواحدة إلى لندن من قبل أعضاء في منظمة الجبهة الشعبية لتحرير فلسطين. أجبرت ثلاث طائرات على الهبوط في مهبط داوسون وهو مهبط طائرات صحراوي بالقرب من الزرقاء، الأردن. مهبط داوسون كان سابقا قاعدة عسكرية للقوات الجوية الملكية البريطانية وأصبح بعد ذلك «المطار الثوري» للجبهة الشعبية لتحرير فلسطين. بحلول نهاية الحادث قتل أحد الخاطفين وأبلغ عن إصابة واحدة. كانت هذه الحادثة هي ثاني عملية اختطاف طائرات جماعية بعد إقلاعها، الأولى كانت اختطاف الطائرة من تشيكوسلوفاكيا الشيوعية في عام 1950.
- في 6 أيلول / سبتمبر: أجبرت الرحلة رقم 741 المقلعة من فرانكفورت التابعة لشركة تي دبليو إيه (طائرة بوينغ 707) وطائرة تابعة لشركة سويسرا للطيران للرحلة رقم 100 المقلعة من زيوريخ (طائرة دوغلاس دي سي-8) على الهبوط في حقل داوسون.[1][2]
- وفي اليوم نفسه أحبطت عملية اختطاف طائرة للرحلة رقم 219 المقلعة من أمستردام (707) التابعة لخطوط إل عال، حيث قتل الخاطف باتريك أرغيلو وسلمت شريكته ليلى خالد إلى السلطات البريطانية في لندن، حيث أخذ الخاطفان المنتميان إلى الجبهة الشعبية لتحرير فلسطين ومنعا من ركوب الطائرة. بعدها تم خطف طائرة تابعة لخطوط بان آم رحلة رقم 93 (طائرة بوينغ 747)، وحولت الطائرة أولا إلى بيروت ثم إلى القاهرة بدلا من مهبط الطائرات الأردني الصغير.
- في 9 أيلول/ سبتمبر اختطفت محموعة تابعة للجبهة الشعبية لتحرير فلسطين طائرة تابعة لشركة بوك 775، وهي طائرة فيكرز في سي 10 قادمة من البحرين وجلبت إلى حقل داوسون للضغط على البريطانيين لتسليم ليلى خالد.

نقلت أغلبية الرهائن ال310 راكب إلى عمان وأطلق سراحهم في 11 أيلول/ سبتمبر. قامت الجبهة الشعبية لتحرير فلسطين بفصل طواقم الطائرات والركاب عن الركاب اليهود حيث أبقت 56 يهوديا رهينة تحت الاحتجاز وأطلق سراح غير اليهود. أبقي على ستة رهائن على وجه الخصوص لأنهم من رجال ومواطنون الأمريكيون بارزون، وليس بالضرورة يهود. وكان هؤلاء الستة روبرت نورمان شوارتز، باحث في وزارة الدفاع الأمريكية ويعيش في بانكوك بتايلاند؛ وجيمس لي وودز مساعد شوارتز وحارسه الأمني؛ وجيرالد بيركويتز وهو أستاذ يهودي أميركي في كلية الكيمياء؛ والحاخام أبراهام هاراري-رافول وشقيقه الحاخام جوزيف هاراري-رافول وهنا معلمان في مدرسة في بروكلين؛ وجون هولينغسورث وهو موظف في وزارة الخارجية الأمريكية. كان والد شوارتز يهوديا لكن شوارتز تحول إلى الكاثوليكية. في 12 سبتمبر / أيلول قبل الموعد النهائي المعلن عنه استخدمت الجبهة الشعبية لتحرير فلسطين متفجرات لتدمير الطائرات الفارغة، لأنها كانت تتوقع ضربة مضادة.
إن استغلال الجبهة الشعبية للأراضي الأردنية كان مثالا على النشاط العربي الفلسطيني المستقل بشكل متزايد داخل المملكة الأردنية، وكان هذا تحديا خطيرا أمام الملك حسين. أعلن الملك حسين الأحكام العرفية في 16 أيلول / سبتمبر ومن 17 إلى 27 أيلول / سبتمبر نشرت قواته في المناطق التي يسيطر عليها الفلسطينيون في ما أصبح يعرف باسم أيلول الأسود في الأردن، مما أدى إلى اندلاع حرب إقليمية شملت حتى قوات من سوريا والعراق مما توصل كادن يؤدي إلى عواقب عالمية.
مكن الانتصار الأردني السريع من التوصل إلى اتفاق في 30 أيلول / سبتمبر يقضي بإطلاق سراح الرهائن المتبقين مقابل إطلاق سراح ليلى خالد وثلاثة من أعضاء الجبهة الشعبية في سجن سويسري.

## أحداث الخطف

### إل عال الرحلة 219
إل عال الرحلة 219 (طراز بوينغ 707، رقم الرحلة التسلسلي 18071/216، تسجيل الطائرة: 4X-ATB) خرجت من تل أبيب، إسرائيل وتوجهت إلى مدينة نيويورك. كان على متنها 138 راكبا و10 من افراد الطاقم. توقفت في أمستردام، هولندا، وتم اختطافها بعد وقت قصير من اقلاعها من هناك من قبل الأمريكي باتريك أرغيلو، والفلسطينية ليلى خالد.
كانت الخطة الأصلية هي أن يكون هناك أربعة مختطفين على متن هذه الرحلة، ولكن اثنين منهم منعوا من الصعود إلى الطائرة في أمستردام من قبل أمن المطار حيث تم الإبلاغ عنهم من قبل الأمن الإسرائيلي بوجود تخطيط لعملية خطف مما أدى إلى منع هذين المتآمرين الذين كانوا يريدون السفر تحت جواز سفر سنغالي. اشتروا تذاكر من الدرجة الأولى على بان آم فلايت 93 واختطفوا تلك الرحلة بدلا منها.
كان باتريك ارغويلو وليلى خالد دخلا الطائرة بحجة أنهما متزوجين ومعهما جوازات سفر هندوراسية، بعد ان اجتازا فحصا امنيا لحقائبهما وكانا جالسين في الصف الثاني من الدرجة السياحية، وبمجرد أن الطائرة كانت تقترب من الساحل البريطاني، وجهوا بنادقهم وقنابل يدوية واقتربوا من قمرة القيادة مطالبين بالدخول. وفقا لليلى خالد في مقابلة أجريت لها في عام 2000
وضع الطيار بار ليف الطائرة في منحدر حاد والذي ألقى الخاطفين. وأفيد أن أرغيلو ألقى قنبلة يدوية على ممر الطائرة لكنها لم تنفجر، وأصيب برأسه بزجاجة من الويسكي على يد أحد الركاب بعد أن أخرج مسدسه. أطلق أرغويلو النار على شلومو فيدر، وفقا للركاب وأفراد الأمن الإسرائيليين، ثم أطلق النار مشيرا للسماء لتخويف الركاب. كانت ليلى خالد خاضعة للأمن عندما هبطت الطائرة في مطار هيثرو في لندن. ثم ادعت أن أرغيلو أصيب بأربع طلقات في ظهره بعد أن فشلت في اختطاف الطائرة. خضع فيدر لعملية جراحية طارئة وتعافى من جروحه، بينما توفي أرغويلو في سيارة الإسعاف. وتم نقل ليلى خالد إلى مستشفى هيلينغدون. ثم اعتقلت الشرطة البريطانية ليلى خالد.

#### جنسيات الركاب على طائرة 219
| الجنسية          | الركاب | الطاقم | المجموع |
| ---------------- | ------ | ------ | ------- |
| إسرائيل          | 118    | 10     | 128     |
| هولندا           | 10     | 0      | 10      |
| الولايات المتحدة | 9      | 0      | 9       |
| كندا             | 1      | 0      | 1       |
| المجموع          | 138    | 10     | 148     |

### تي دبليو إيه الرحلة 741
تي دبليو إيه الرحلة 741 (طراز بوينغ 707، رقم الرحلة التسلسلي 18917/460، تسجيل الطائرة: N8715T) كانت رحلة خطوط عبر العالم الجوية تحمل 144 راكبا وطاقما مكون من 11 شخص. انطلقت من تل أبيب، إسرائيل (فلسطين المحتلة) إلى نيويورك مرورا بمحطة أثينا، اليونان وفرانكفورت، ألمانيا. تم اختطافها في طريقها بين فرانكفورت ونيويورك. في مقابلة ذكر ضابط الرحلة 741 رودي سوينكلز: «رأيت أحد الركاب يركض نحو الدرجة الأولى. ركضت وراءه وعندما جاء إلى الدرجة الأولى إلى قمرة القيادة، استدار وكانت هناك بندقية في يده، وأشار بالبندقية إلى وجهي، وقال:» إرجع للخلف، إرجع للخلف. «ورجعت بعدها وراء حاجز الدرجة الأولى، واختبأت هناك».
هبط بالطائرة في حقل داوسون في منطقة قيعان خنا، الزرقاء، الأردن الساعة 6:45 مساء. بالتوقيت المحلي.
استولى الخاطفون على قمرة القيادة، وقالت خاطفة أنثى: «أنا الكابتن الجديد للطائرة، وقد تم الاستيلاء على هذه الرحلة من قبل الجبهة الشعبية لتحرير فلسطين، وسوف نأخذكم إلى بلد صديق مع شعب ودود».

#### جنسيات الركاب على طائرة 741
| الجنسية          | الركاب | الطاقم | المجموع |
| ---------------- | ------ | ------ | ------- |
| ألمانيا          | 16     | 2      | 18      |
| اليونان          | 2      | 0      | 2       |
| إسرائيل          | 55     | 0      | 55      |
| الهند            | 3      | 0      | 3       |
| إيطاليا          | 1      | 0      | 1       |
| هولندا           | 1      | 0      | 1       |
| المملكة المتحدة  | 18     | 0      | 18      |
| الولايات المتحدة | 51     | 9      | 60      |
| المجموع          | 144    | 11     | 155     |

### سويسرا للطيران الرحلة 100
طائرة سويسرا للطيران الرحلة 100 (طراز دوغلاس دي سي-8-53، تسجيل HB-IDD، واسمها «نيدوالدن») صنعت عام 1963 كانت تحمل 143 راكبا و12 فرد من طاقم الطائرة، أقلعت من مطار زيورخ الدولي، ووقوفا في محطة سويسرا، وتوجها بعدها إلى نيويورك (مطار جون إف كينيدي الدولي). تم اختطاف الطائرة فوق فرنسا بعد دقائق من رحلة تي دبليو إيه. استولى رجل وامرأة على الطائرة، واحد منهم كان معه مسدس فضة، ومنها تم الإعلان من اتصال داخلي بأن الجبهة الشعبية لتحرير فلسطين قد استولت على الطائرة وسيتم تحويلها إلى حقل داوسون مما زاد عدد الرهائن إلى 306 رهائن.

#### جنسيات الركاب على طائرة 100
| الجنسية          | الركاب | الطاقم | المجموع |
| ---------------- | ------ | ------ | ------- |
| فرنسا            | 3      | 0      | 3       |
| ألمانيا          | 25     | 0      | 25      |
| إسرائيل          | 20     | 0      | 20      |
| سويسرا           | 57     | 10     | 67      |
| الولايات المتحدة | 26     | 0      | 26      |
| المجموع          | 141    | 10     | 151     |

### بان آم الرحلة 93
طائرة بان آم رحلة 93 (طراز بوينغ 747، رقم التسلسل 19656/34، تسجيل الطائرة N752PA اسمها كليبر فورتشن) كانت تحمل 136 راكبا و17 فرد من الطاقم. انطلقت الرحلة من بروكسل، بلجيكا متجهة إلى نيويورك، مع التوقف في أمستردام. ركبا الخاطفان اللذان خطفا رحلة إل عال واختطفا هذه الطائرة كهدف للفرصة.
هبطت الطائرة أول مرة في بيروت حيث زودت هناك بالوقود التقطها عددا من أشخاص على معرفة بالخاطفين، وتم تزويدها إلى جانب ما يكفي من المتفجرات لتدمير الطائرة بأكملها. ثم هبطت في القاهرة بعد عدم اليقين ما إذا كان مطار الميدان داوسون يمكن التعامل مع حجم طائرة بوينغ 747 جامبو الجديدة. كامن مدير الطائرة جون فيروجيو عمل على إجلاء الطائرة عند الهبوط في مصر وهو يعود له الفضل في إنقاذ ركاب الطائرة وطاقمها. حيث انفجرت الطائرة في القاهرة بعد ثوان من إجلائها. وقد قام أحدهم بتسجيل صوتي لتعليمات هبوط فيروغيو للركاب، ويمكن سماعها في تقرير الإذاعة الوطنية العامة. وقامت بعدها الشرطة المصرية باعتقال الخاطفين.

### جنسيات الركاب على طائرة 93
| الجنسية          | الركاب | الطاقم | المجموع |
| ---------------- | ------ | ------ | ------- |
| بلجيكا           | 25     | 0      | 25      |
| فرنسا            | 25     | 0      | 25      |
| ألمانيا          | 10     | 0      | 10      |
| إندونيسيا        | 2      | 0      | 2       |
| هولندا           | 35     | 3      | 38      |
| المملكة المتحدة  | 2      | 0      | 2       |
| الولايات المتحدة | 23     | 14     | 37      |
| المجموع          | 138    | 17     | 155     |

### الخطوط الجوية البريطانية لما وراء البحار الرحلة 775
في 9 سبتمبر/أيلول اختطفت طائرة خامسة، وهي طائرة الخطوط الجوية البريطانية لما وراء البحار الرحلة 775، (طراز: فيكرز في سي 10، تسجيل الطائرة: G-ASGN). أقلعت من بومباي (مومباي الآن) إلى لندن مروراً بالبحرين وبيروت، بعد مغادرتها البحرين هبطت بالقوة في حقل داوسون. وكان هذا من الجبهة الشعبية لتحرير فلسطين الذين أرادوا التأثير على الحكومة البريطانية لإطلاق سراح ليلى خالد.

#### جنسيات الركاب على الرحلة 775
| الجنسية          | الركاب | الطاقم | المجموع |
| ---------------- | ------ | ------ | ------- |
| ألبانيا          | 5      | 0      | 5       |
| الدنمارك         | 15     | 0      | 15      |
| فرنسا            | 25     | 0      | 25      |
| ألمانيا          | 5      | 0      | 5       |
| الهند            | 4      | 0      | 4       |
| المملكة المتحدة  | 25     | 9      | 34      |
| الولايات المتحدة | 21     | 0      | 21      |
| المجموع          | 105    | 9      | 114     |

## تصريحات الرهائن
ركاب مجهولين يصفون ما حدث لهم عندما كانوا رهائن في الطائرات:
متحدث غير معروف 1: «لقد احتجزني العرب رهينةً في مقدمة الطائرة. لم يصدقوا أنني مواطن أمريكي، لأنهم رأوا في جواز سفري أنني كنت في إسرائيل قبل أسبوعين. ظنوا أنني على اتصال مع الجيش الإسرائيلي، واحتجزت تحت تهديد السلاح في مقدمة الطائرة».
متحدث غير معروف 2: «حسنًا، ثم قيل لهم إننا نختطف إلى بيروت، وهو ما كنا عليه في الأصل ، وكان على الجميع التزام الهدوء والقيام بما قالوه بالضبط».
متحدث غير معروف 3: «هبطت الطائرة في المطار ونزلنا، وأخبروا القبطان أنه كان لدينا ثلاث دقائق للإخلاء، لكنني لم أعتقد أنه كان لا يزال هناك شخصان على متن الطائرة عندما فجروها، فجروا الطائرة بدءاً بالمقدمة وقاموا بتفجير الديناميت في جميع أرجاء الطائرة وخلفها، حيث أحضروا 20 كيلو من الديناميت البلاستيكي أو شيء كهذا من بيروت».

## أيام في الصحراء

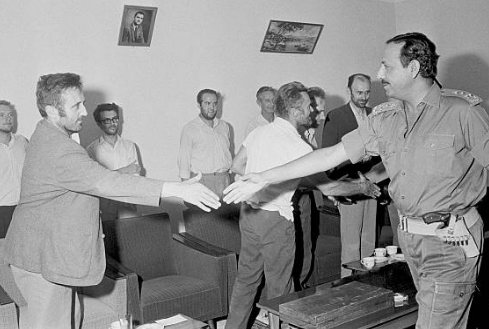
رئيس أركان الجيش الأردني زيد بن شاكر يتفقد الرهائن المحررين، 25 سبتمبر 1970.

في 7 سبتمبر 1970 عقد الخاطفون مؤتمراً صحفياً حضره 60 من أعضاء وسائل الإعلام الذين شقوا طريقهم إلى ما كان يسمى «مطار الثورة». تم نقل حوالي 125 رهينة إلى عمان، بينما تم احتجاز المواطنين الأمريكيين والإسرائيليين والسويسريين وألمانيا الغربية على متن الطائرات، كما تم احتجاز الركاب اليهود. قال شخص من الركاب يدعى ريكِه بيركوفيتش من نيويورك عندما أُجريت معه مقابلة في عام 2006: «سألوا الخاطفون الناس عن دينهم، وقلت لهم إنني يهودي.» وقالت الرهينة اليهودية الأخرى باربرا مينش، البالغة من العمر 16 عاماً أنها «سجينة سياسية».
ومع تجمع مجموعات من الركاب والطاقم المتبقين على الرمل أمام وسائل الإعلام، أدلى أعضاء من الجبهة الشعبية لتحرير فلسطين ومن بينهم بسام أبو شريف بتصريحات للصحافة. وادعى شريف أن هدف عمليات الاختطاف هو «الإفراج عن جميع سجناءنا السياسيين المحتجزين في إسرائيل مقابل الرهائن».

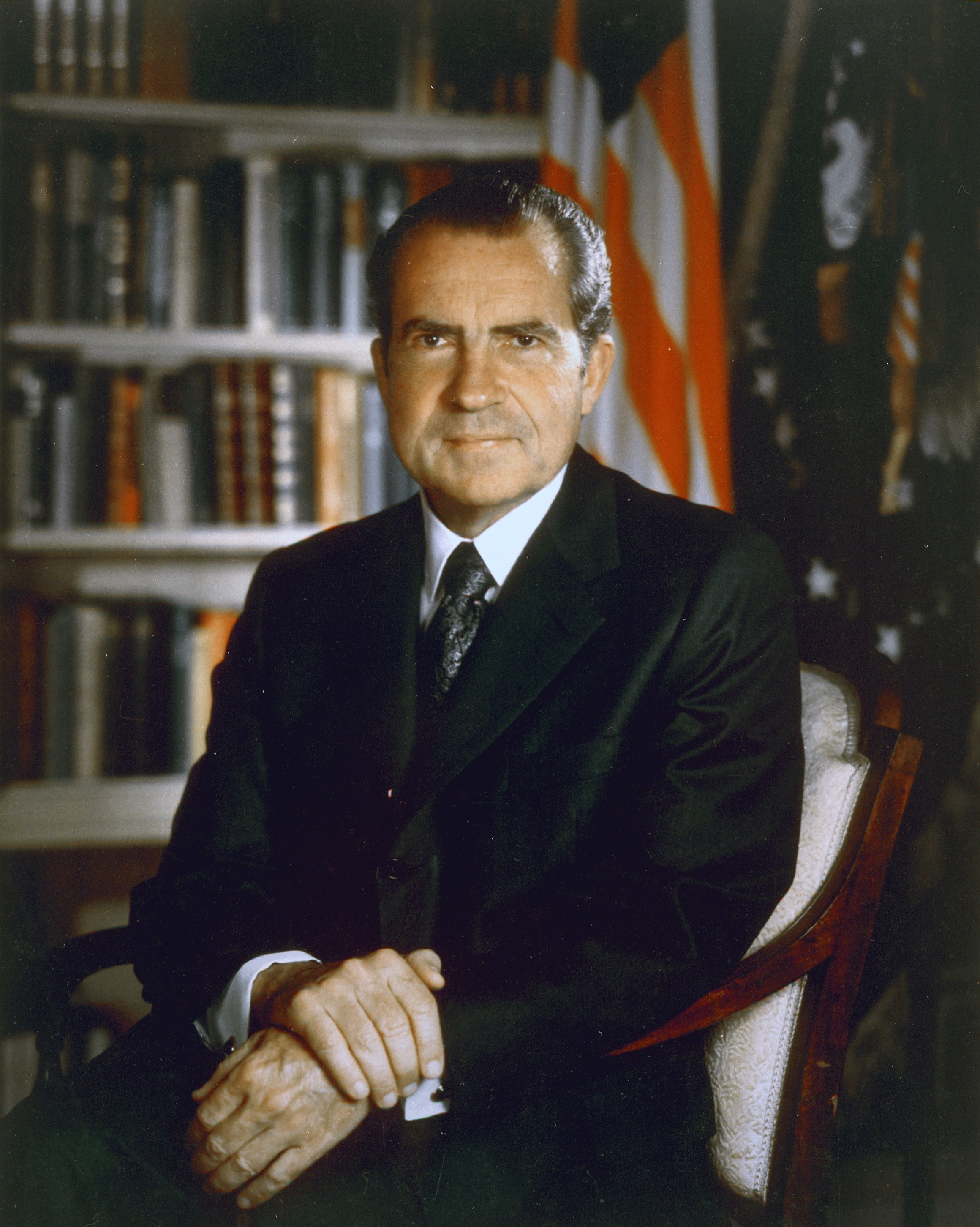
رئيس الولايات المتحدة آنذاك ريتشارد نيكسون، نصح برد عسكري مباشر على عمليات الاختطاف.

في الولايات المتحدة التقى الرئيس ريتشارد نيكسون مع مستشاريه في 8 سبتمبر وأمر وزير الدفاع الأمريكي ميلفن ليرد بقصف مواقع الجبهة الشعبية في الأردن لكن تم إلغاء الفكرة فيما بعد. تم وضع الفرقة 82 المحمولة جواً في حالة تأهب، وتم وضع الأسطول السادس في البحر وتم إرسال طائرات عسكرية إلى تركيا استعدادًا لضربة عسكرية محتملة.
في 9 سبتمبر/أيلول طالب مجلس الأمن التابع للأمم المتحدة في القرار 286 بالإفراج عن الركاب. وفي اليوم التالي اندلع قتال بين الجبهة الشعبية والقوات الأردنية في فندق إنتركونتيننتال، عمان، حيث كان هناك 125 امرأة وطفل محتجزين من قبل الجبهة الشعبية لتحرير فلسطين. وكان يبدو أن المملكة على شفا حرب أهلية واسعة النطاق. ودل تدمير الطائرة في 12 سبتمبر على عجز سيطرة الحكومة الأردنية في المناطق الخاضعة للسيطرة الفلسطينية، وأعلن الفلسطينيون أن مدينة إربد «أرض محررة»، وفي ذلك تحدٍ مباشر لحكم الملك الحسين.
في 13 سبتمبر/أيلول بثت هيئة الإذاعة البريطانية بي بي سي إعلانًا حكوميًا باللغة العربية تقول فيه إن المملكة المتحدة ستطلق سراح ليلى خالد مقابل الرهائن.
وفقا لوزير الخارجية الأمريكي هنري كسنجر: «في هذه المرحلة، سواء كانت تدابير الاستعدادات الأمريكية قد أعطت الملك حسين دفعة نفسية أو لأنه وصل إلى نقطة اليأس، فإن الحسين حل جميع المواجهات مع الفدائيون».
ومما زاد من تعقيد الأزمة الدولية حقيقة أن سوريا والعراق، اللتين تربطهما صلات بالاتحاد السوفيتي، قد هددا بالفعل بالتدخل نيابة عن الجماعات الفلسطينية في أي مواجهة مع المملكة الأردنية. وفقاً للوثائق البريطانية التي رفعت عنها السرية بموجب "حكم الثلاثين عاما"، كان الملك الحسين قلق من الموضوع وطلب حينها من المملكة المتحدة والولايات المتحدة تمرير طلب إلى إسرائيل بقصف القوات السورية إذا دخلت الحدود الأردنية لدعم الفلسطينيين، وعندما عبرت دبابة سورية الحدود، حلق الطيران الإسرائيلي فوق المنطقة محذراً.

## وصلات خارجية
- بي بي سي عن وثائق سرية حول قضية اختطاف الطائرات إلى قيعان خنا بعد 30 عاما
- مقابلة أمن الطيران مع ليلى خالد
- موقع الإرهاب في سبتمبر الأسود
- موقع بسام أبو شريف مع صور للطائرات المختطفة نسخة محفوظة 3 يناير 2005 على موقع واي باك مشين.
- الغطاء الزمني، 21 سبتمبر 1970 «القراصنة في السماء»
- تقرير بي بي سي من عمان، أيلول / سبتمبر 1970
- والتر كرونكايت ذكريات، برنامج الصوت في NPR
- مقال عن التصوير الحصري لتدمير الطائرة من قبل المصور حسن دلال.
- فيديو غير محررة من أرشيف باث نيوز.